# 豪厄爾 (密蘇里州)
豪厄爾（英語：Howell）是位於美國密蘇里州聖查爾斯縣的非建制地區。

## 歷史
豪厄爾的郵局於1900年設立，其後於1917年停運。

## 地理
豪厄爾所處的海拔為高於海平面153米（即502英呎），而該地所採用的時區為UTC-6，即北美中部時區（CST）。同時該地設有夏令時間，為UTC-6調快一小時，即UTC-5（CDT）。